# Srednjoafrički CFA franak
Srednjoafrički CFA franak (francuski: franc CFA; španjolski: franco CFA / simbol: FCFA; ISO 4217 kod: XAF) je službena valuta u šest država Centralne Afrike - Čadu, Ekvatorskoj Gvineji, Gabonu, Kamerunu, Republici Kongo i Srednjoafričkoj Republici. Srednjoafrički CFA franak pokriva područje na kojem živi 48,000,000 ljudi (2014.) te koje ima kombinirani, kumulativni BDP od $88,200,000,000 (2018.).
Akronim CFA znači Communauté Financière d'Afrique (hrvatski: Financijska zajednica Afrike) ili Communauté Financière Africaine (hrvatski: Afrička financijska zajednica). Valutu izdaje Centralna banka srednjoafričkih država (BEAC, Banque des États de l'Afrique Centrale) sa središtem u Yaoundéu, Kamerun, a koriste ju članice Ekonomske i monetarne unije Srednje Afrike (CEMAC). CFA franak se nominalno dijeli na centime, međutim nikakve denominacije centima (ni kovanice, ni novčanice) nikada nisu izdane.
Srednjoafrički i zapadnoafrički CFA franak su skupno znani kao CFA franak te imaju potpuno identičnu vrijednost, tako da se srednjoafrički CFA franak slobodno koristi u nizu zemalja Zapadne Afrike, jednako kao što se zapadnoafrički CFA franak koristi u Srednjoj Africi.

## Korištenje
| Država                   | Uvođenje | Ukidanje | Nova valuta | Kod |
| ------------------------ | -------- | -------- | ----------- | --- |
| Čad                      | 1945.    | Aktualan | N/A         | P/C |
| Ekvatorska Gvineja       | 1985.    | Aktualan | N/A         | N   |
| Gabon                    | 1945.    | Aktualan | N/A         | L/A |
| Kamerun                  | 1945.    | Aktualan | N/A         | E/U |
| Republika Kongo          | 1945.    | Aktualan | N/A         | C/T |
| Srednjoafrička Republika | 1945.    | Aktualan | N/A         | F/M |

## Vanjske poveznice
- (engl.) Novčanice Srednjoafričkog CFA franka